# 1990年沖縄県知事選挙
1990年沖縄県知事選挙（1990ねんおきなわけんちじせんきょ）は、沖縄県における執行機関の一つである沖縄県知事を選出するために行われた選挙で、1990年11月18日に投票が行われた。

## 凡例
各政党の略称については以下の通り。
- 自由民主党＝自民党
- 日本社会党＝社会党
- 日本共産党＝共産党
- 沖縄社会大衆党＝社大党

## 概要
平成最初の沖縄知事選で、任期満了に伴って実施された。自民党と民社党が推薦する無所属現職で4期目を目指した西銘順治と、新人で「革新共闘会議」統一候補の大田昌秀による保革一騎討ちの争いとなった。西銘県政に対する評価のみならず、当時の国会で論議されていた国連平和協力法案（以下、平和協力法案）に対する賛否も争点となった。各党は翌1991年春に行われた第12回統一地方選挙の前哨戦と位置付けて選挙戦を展開した。

## 日程
- 告示日：1990年10月29日
- 投票日；1990年11月18日

## 立候補者
| 候補者   | 年齢 | 党派                 | 新旧        | 役職              | 推薦・支持党派                                    |
| -------- | ---- | -------------------- | ----------- | ----------------- | ------------------------------------------------- |
| 大田昌秀 | 65   | 諸派（革新共闘会議） | 新人        | 琉球大学名誉教授  | - （推薦）社会党・共産党・社大党 - （支持）公明党 |
| 西銘順治 | 69   | 無所属               | 現職（3期） | 沖縄県知事（3期） | - （推薦）自民党・民社党                          |

出典：“沖縄県知事選保革の対決に　2氏が届け出”. 朝日新聞. (1990年10月29日)

## 選挙結果
選挙の結果、革新統一候補で新人の大田昌秀が4期目を目指した保守系無所属で現職の西銘順治を破って初当選を果たした。この結果、革新勢力は12年ぶりに県政奪還を果たした。
大田の勝因として出馬表明が90年初めと早く、革新共闘の足並みがそろっていたことに加え、当時の国会で議論になっていた平和協力法案に対して反対の姿勢を示したことが挙げられる。一方、西銘の敗因として多選批判と「憲法の枠内で」としながらも平和協力法案に賛成の姿勢を示していたことに加え（のちに軌道修正）、長男の衆院選へ出馬、三男の県議当選の動きが「県政私物化」との批判を受け、保守陣営の動きが終始鈍かったことが指摘された。
- 最終投票率76.78（前回比+2.68）[3]

| 候補者   | 年齢 | 党派                 | 新旧別 | 得票数  | 得票率 | 推薦・支持 631899              |
| -------- | ---- | -------------------- | ------ | ------- | ------ | ------------------------------ |
| 大田昌秀 | 65   | 諸派（革新共闘会議） | 新人   | 330,982 | 52.38% | 社会党・共産党・公明党・社大党 |
| 西銘順治 | 69   | 無所属               | 現職   | 300,917 | 47.62% | 自民党・民社党                 |

出典：“沖縄県知事に革新・大田氏　西銘の4選阻む”. 朝日新聞. (1990年11月19日)